# Stumpfe Stachelschnecke
Die Stumpfe Stachelschnecke oder Abgestumpfte Stachelschnecke (Hexaplex trunculus), wie einige verwandte Arten auch Purpurschnecke genannt, ist eine Schnecke aus der Familie der Stachelschnecken (Gattung Hexaplex), die im Mittelmeer und im Ostatlantik verbreitet ist. Sie ernährt sich von Mollusken, Seeigeln, Rankenfußkrebsen und Polychaeten.

## Merkmale
Das breit kegelförmige, nach vorn mehr oder weniger stachelige Schneckenhaus von Hexaplex trunculus hat einen bauchigen Körperumgang, ein herausstehendes Gewinde mit sieben Umgängen, sechs Reihen von Wülsten und einen stumpfen genabelten Siphonalkanal. Die Umgänge sind eckig und an der Kante höckerig gekrönt. Bei ausgewachsenen Schnecken erreicht das Gehäuse eine Länge von 4 bis 10 cm. Das Haus ist typischerweise weiß und braun gebändert, doch variieren die Farben. Das Operculum ist hornig.

## Verbreitung

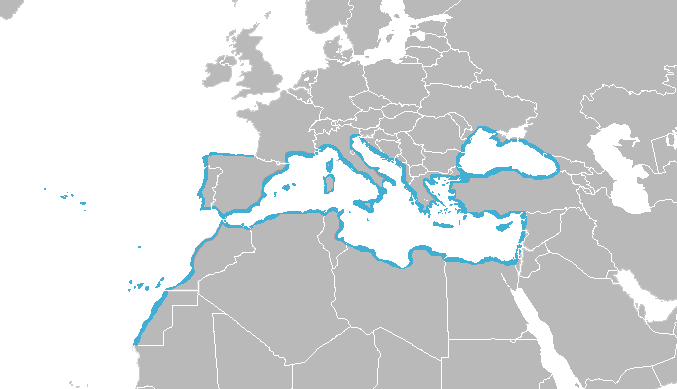
Verbreitung von Hexaplex trunculus

Die Stumpfe Stachelschnecke tritt im Mittelmeer und an den Atlantikküsten Europas und Afrikas auf, insbesondere vor Spanien, Portugal, Marokko, den Kanarischen Inseln und den Azoren.

## Lebensraum
Die Stumpfe Stachelschnecke lebt hauptsächlich im Bereich unterhalb der Gezeitenzone.

## Lebenszyklus

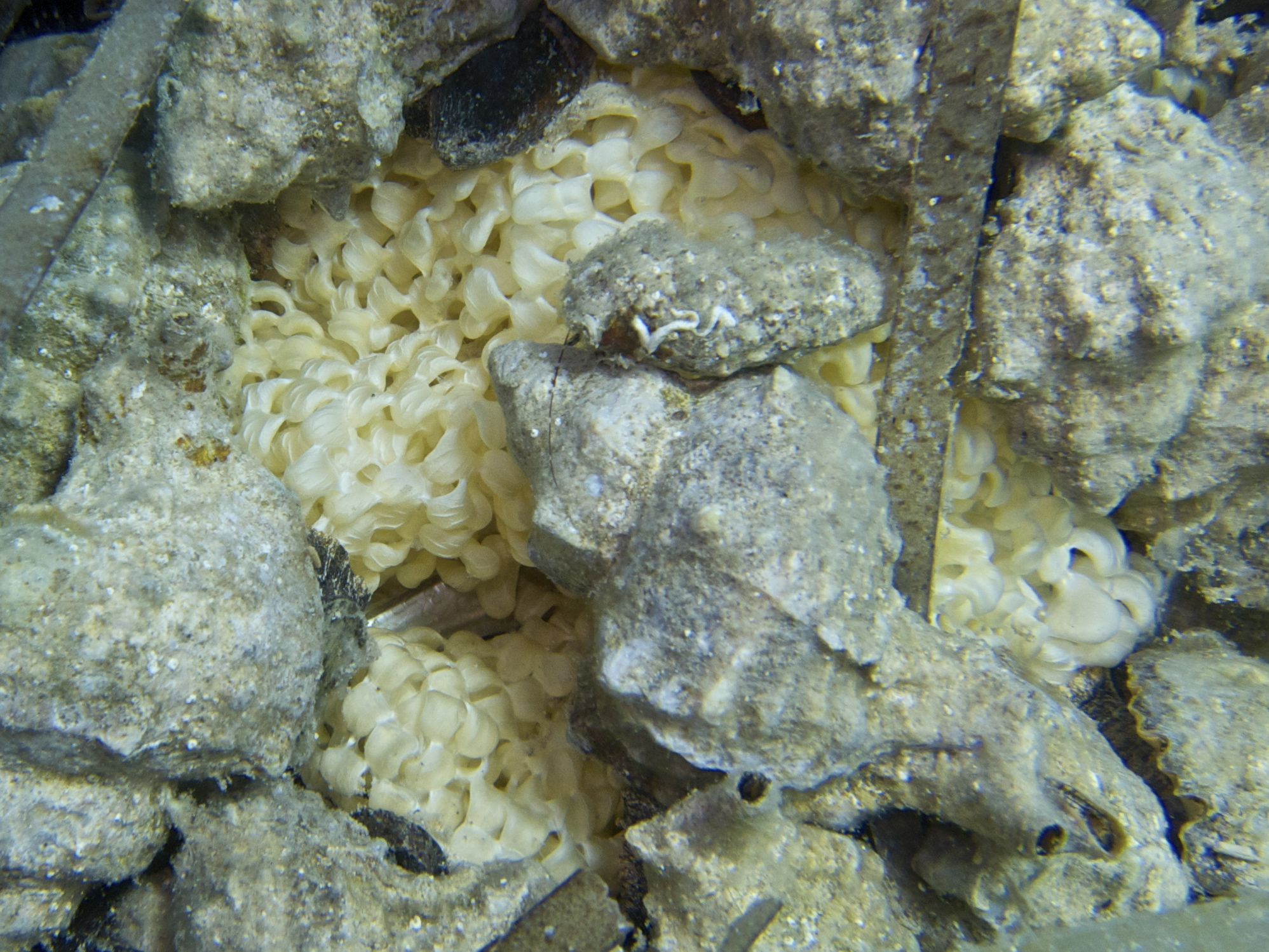
Sammelgelege von Hexaplex trunculus

Wie andere Stachelschnecken ist Hexaplex trunculus getrenntgeschlechtlich. Das Männchen begattet das Weibchen mit seinem Penis. Nach Untersuchungen in Portugal befestigt das Weibchen pro Gelege bis zu 200 oder mehr zungenförmige, etwa 5,5 mm lange, 4,7 mm breite und 2,6 mm dicke Eikapseln am festen Untergrund. Eine Eikapsel enthält etwa 700 kugelrunde, in eine dünne Dottermembran gehüllte Eier mit einem Durchmesser von etwa 240 µm, von denen ein Teil als Nähreier dient. Es werden Gemeinschaftsgelege gebildet, die einen Schutz vor Räubern bieten. Die Entwicklung der Veliger, die sich zwar durch Schlagen der Wimpern bewegen, jedoch nicht aktiv schwimmen können, läuft komplett in den Eikapseln ab. Nach etwa einem Monat entschlüpfen den Kapseln fertige Schnecken, deren Gehäuse mit 1,5 bis 2,5 Umgängen etwa 1,6 mm lang sind. In den ersten Wochen fressen sie noch nichts, sondern leben wahrscheinlich von Dotterreserven. Es folgt eine Phase eines verbreiteten Kannibalismus. Nach etwa einem Monat beginnen die Jungtiere, kleine Muscheln anzubohren und zu fressen. In den ersten Monaten wachsen sie etwa 2,5 mm pro Monat.

## Nahrung

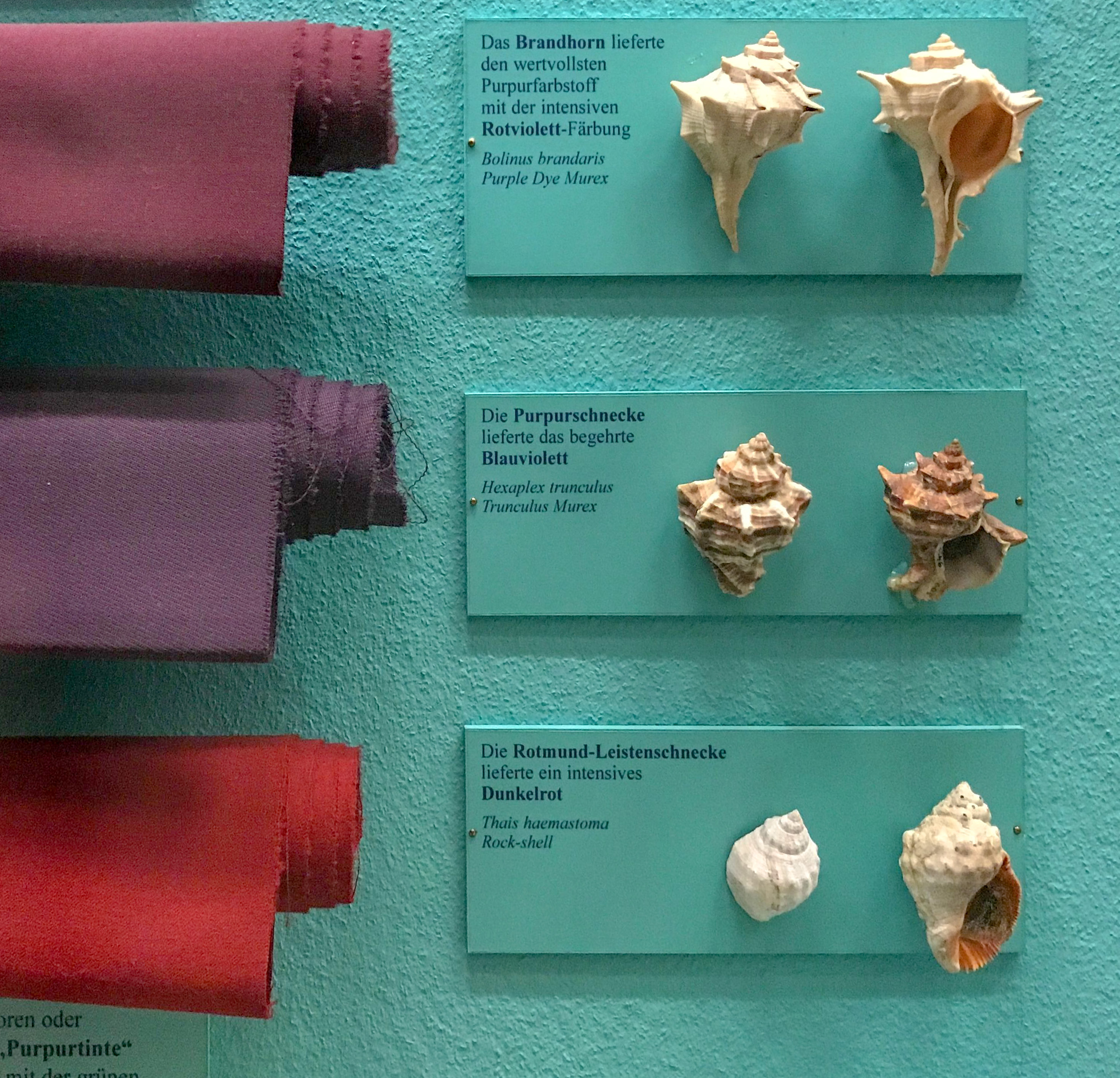
Purpur gefärbte Stoffe

Hexaplex trunculus frisst Muscheln (z. B. Miesmuscheln und Austern), Schnecken (Napfschnecken), Seeigel, Rankenfußkrebse (Seepocken), Moostierchen und Röhrenwürmer. Auch Artgenossen werden mitunter gefressen. Die Schale der Beute wird entweder mit dem Gehäuserand aufgebrochen oder mit der Radula aufgebohrt und sodann die Proboscis der Schnecke durch das Loch an das Fleisch des Opfers geführt. Die Stumpfe Stachelschnecke beeinflusst die Populationsdynamik der Beutearten erheblich, so beispielsweise beim Steinseeigel im Gebiet der Medas-Inseln vor Katalonien. Die Schnecke frisst auch Aas, weshalb tote Fische als Köder zum Schneckenfang verwendet werden.

## Bedeutung für den Menschen

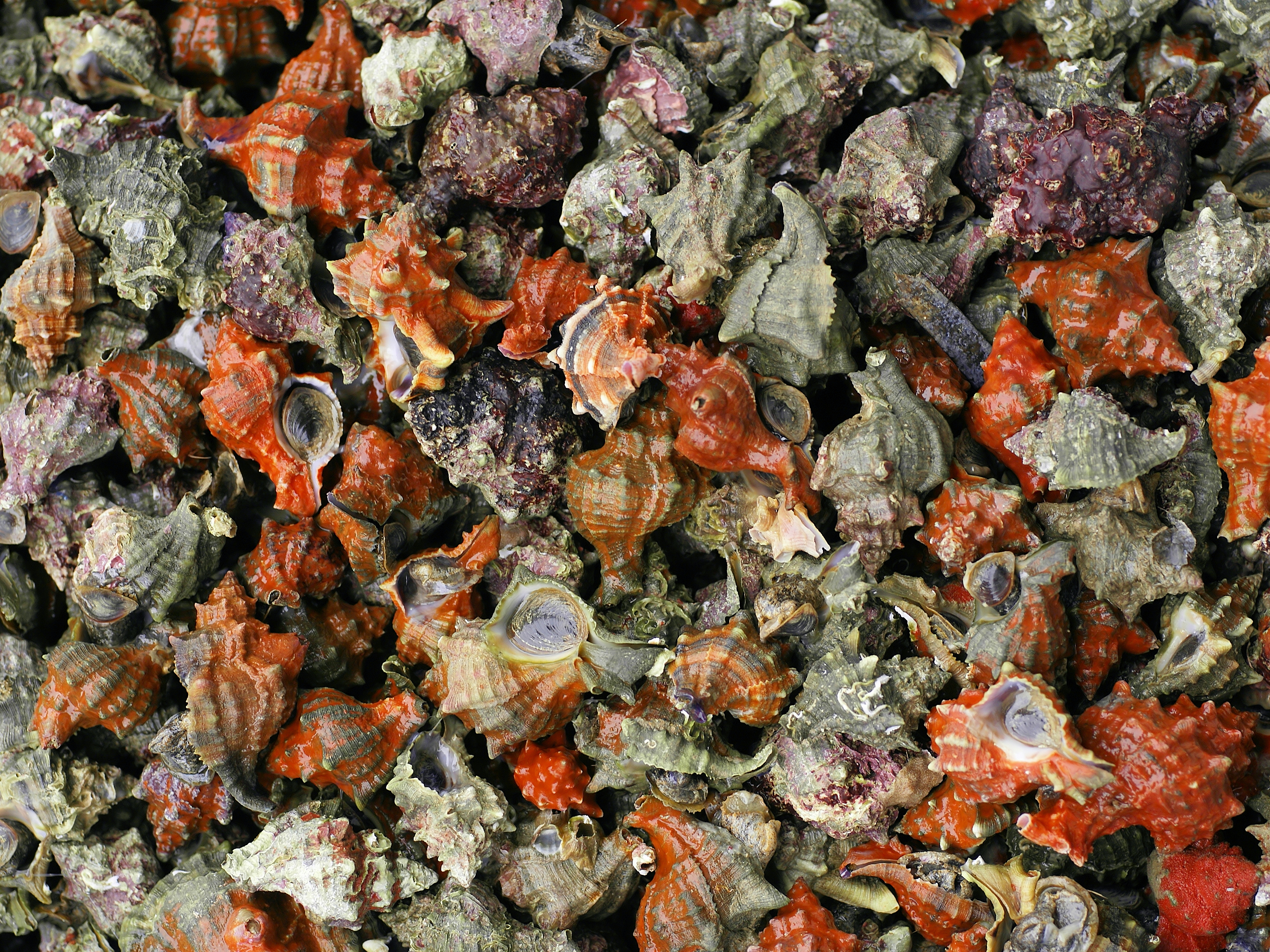
Stumpfe Stachelschnecken auf dem Markt von L’Ametlla de Mar, Spanien

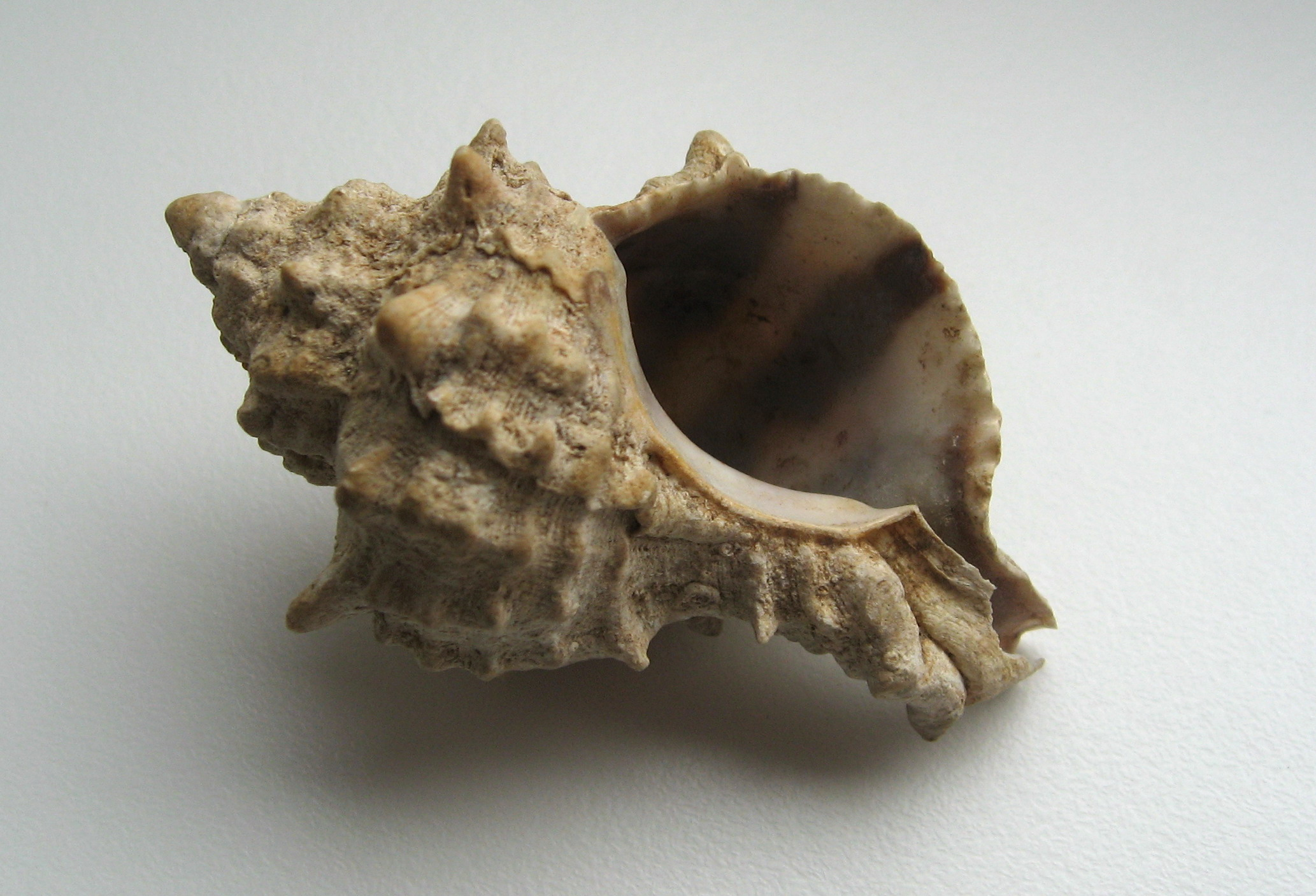
Sicht auf Gehäusemündung

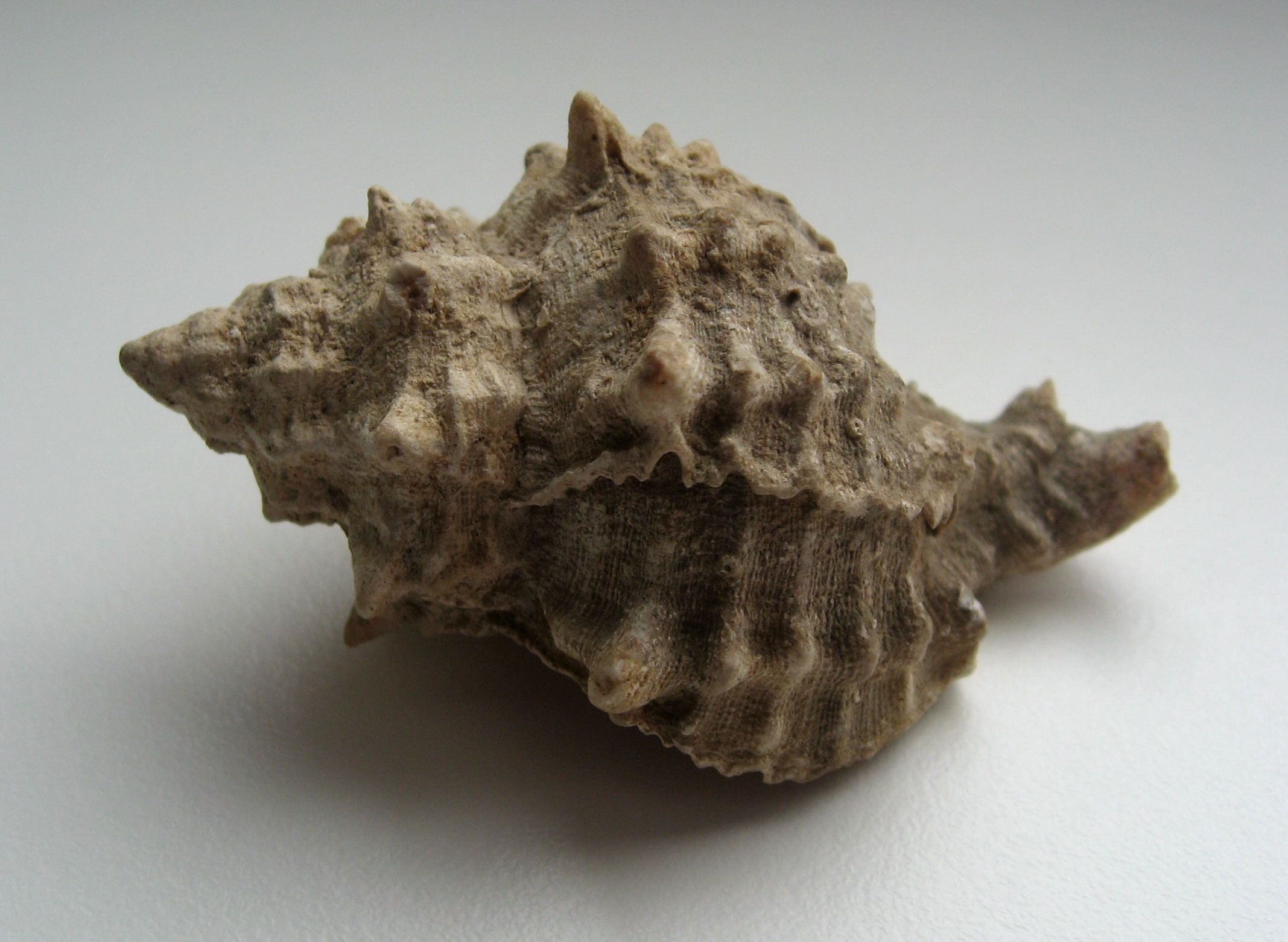
Sicht von oben

Hexaplex trunculus, lange Zeit unter dem Originalnamen Murex trunculus von Carl von Linné, später unter dem Synonym Trunculariopsis trunculus bekannt, bildet in ihrer Hypobranchialdrüse zur Verteidigung ein milchiges Sekret, das sich unter Lichteinwirkung indigoblau färbt. Dieses verwendeten bereits die Minoer und später die Phöniker als purpurblauen Farbstoff (Purpur). Von besonderer Bedeutung war es unter dem Namen Tekhelet als edler Farbstoff im antiken Judentum.
Das Fleisch der Stumpfen Stachelschnecke wird insbesondere in Portugal gegessen.